# Hambantota (district)

Situation du district de Hambantota

Le district de Hambantota (en singhalais : හම්බන්තොට දිස්ත්‍රික්කය hambantoṭa distrikkaya ; en tamoul : அம்பாந்தோட்டை மாவட்டம் Ampāntōṭṭai māvaṭṭam) est le plus oriental de la province du Sud du Sri Lanka.  Il est limitrophe, à l'ouest, du district de Matara, au nord, du district de Ratnapura (dans la province de Sabaragamuwa) et du district de Moneragala (dans la province d'Uva), à l'extrême-est du district d'Ampara (dans la province de l'Est).
D'une superficie de 2 593 km2, il a pour capitale Hambantota (qui est aussi la capitale de la province). Au recensement de 2001, la population du district était 526 414 habitants, dont 97 % de locuteurs du cingalais. Elle est essentiellement rurale.